# Georg von Hedemann

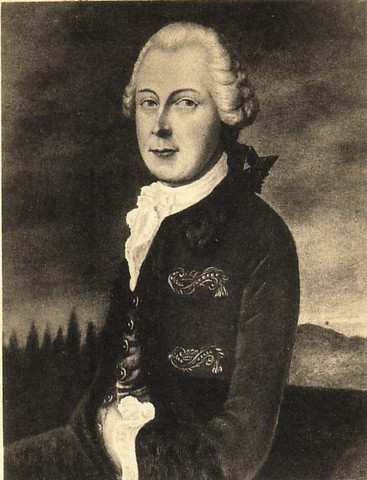
Georg von Hedemann

Johann Christoph Georg von Hedemann (* 18. Juli 1729 in Dorste; † 17. Juni 1782 in Hemmelmark) war ein Landrat und Gutsbesitzer.

## Leben und Wirken
Georg von Hedemann war ein Sohn des Erbherren auf Dorste, Herzberg und Elvershausen Friedrich von Hedemann (* 9. Januar 1693 in Dorste; † 18. April 1737 ebenda) und dessen Cousine und Ehefrau Lucie, geborene von Hedemann († 2. Mai 1782).
Von Hedemanns Schulzeit ist bislang nicht ermittelt. Er studierte vom 22. März 1749 bis Ostern 1750 zunächst an der Universität Helmstedt und immatrikulierte sich im April 1750 zum Studium in Göttingen, wo er der Hannoverschen Landsmannschaft angehörte. 1751 verfügte er über ein abgeschlossenes juristisches Studium und eine Promotion an der Universität Göttingen. Der Vater seiner ersten Ehefrau kaufte für ihn am 20. Oktober 1751 von Etatsrat Christian Friedrich von Heespen, Georg von Hedemanns späterem Schwager, das Gut Hemmelmark. Nachdem sich Johann Hartwig Ernst von Bernstorff für ihn eingesetzt hatte, machte ihn König Friedrich V. am 31. März 1755 zum Landrat. Georg von Hedemann war Sprecher der non-recepti, derjenigen Gutsbesitzer, denen der Zugang zur schleswig-holsteinischen Ritterschaft mit ihren Privilegien (vor allem dem Recht, die unverheirateten Töchter in einem der Adligen Klöster einschreiben zu lassen) verwehrt blieb, und verlangte in den Auseinandersetzungen der 1770er Jahre ihre volle Gleichberechtigung.

## Familie
Von Hedemann heiratete am 22. Juni 1752 auf Hohenlieth seine Cousine Anna Sophie von Brömbsen, die am 19. März 1754 in Gereby im Kindbett starb. Das Kind, ein Sohn, starb ebenfalls. Danach heiratete er 1756 Davidia von Drieberg (* 5. August 1733 in Gotthun; † 23. November 1795 in Hemmelmark), deren Vater Hartwig von Drieberg Klosterhauptmann des Klosters Malchow war.
Aus der zweiten Ehe stammten drei Töchter und zehn Söhne, von denen sechs dänische Offiziere wurden:
1. Hartwig Johann Christoph von Hedemann (* 24. Oktober 1756 in Schleswig; † 18. August 1816 in Hannover) auf Dorste, hannoverscher Generalmajor und Stadtkommandant von Hannover
2. Helene von Hedemann (1758–1787), Stiftsdame im St.-Johannis-Kloster vor Schleswig
3. Christoph Marquard Friedrich von Hedemann (* 6. Juli 1759 in Hemmelmark; † 10. April 1803 in Berlin), preußischer Rittmeister und Eskadronschef; verheiratet mit  Johanna Maria Josepha, geborene von Wunsch (* 2. Januar 1759; † 13. November 1838), der Sohn August von Hedemann wurde preußischer General und heiratete Adelheid von Humboldt (1800–1856), eine Tochter von Wilhelm und Caroline von Humboldt
4. Sophie Dorothea von Hedemann (* 17. Dezember 1760 in Hemmelmark; † 20. November 1794 in Schleswig) ⚭ Jens Juel Graf Ahlefeldt-Laurvig (1764–1794), dänischer Rittmeister
5. Charlotte Louise von Hedemann (* 24. Mai 1762 in Hemmelmark; † 1. Dezember 1812 in Kopenhagen) ⚭ Frederik Graf Ahlefeldt-Laurvig (1760–1832), dänischer Generalmajor; seit 1807 getrennt, beider Tochter ist die Salonnière Elisa von Ahlefeldt
6. Bernhard Otto von Hedemann (* 30. Oktober 1763 in Hemmelmark; † 10. Januar 1818 in Schleswig), dänischer Generalmajor
7. Johann/Hans Christoph Georg von Hedemann (* 20. August 1765 in Hemmelmark; † 17. März 1837 in Schleswig), dänischer Generalmajor
8. Heinrich Ludwig von Hedemann (1766–1768)
9. Georg Wilhelm von Hedemann (* 9. November 1767 in Hemmelmark; † 10. Mai 1832 in Broløkke (Magleby Sogn)) auf Tranekær, dänischer Offizier und Gutsbesitzer
10. Christian Friedrich von Hedemann-Heespen (* 2. Juli 1769 in Hemmelmark; † 17. Januar 1847 in Deutsch-Nienhof), auf Nienhof, Gutsbesitzer
11. Adam August Friedrich von Hedemann (1772–1776)
12. Erich von Hedemann (* 29. Juni 1773 in Hemmelmark; † 11. Februar 1839 in Broløkke (Magleby Sogn)), dänischer Offizier und Landwirt
13. Christian von Hedemann (* 24. Juni 1775 in Hemmelmark; † 1. Februar 1838 in Vestergaard), dänischer Offizier und Zollverwalter

Die Nachkommen teilten sich in eine hannoversche, eine preußische und drei dänische sowie eine Nienhofer Linie. Aus letztgenannter entstand die Linie der Familie Hedemann-Heespen, die durch Christian Friedrich von Hedemann-Heespen alleine in Schleswig-Holstein verblieb und zu der Paul von Hedemann-Heespen gehörte.